# فاطمة تازقاغت
فاطمة تازقاغت (بالأمازيغية: Fatma Tazuggaght) أو (بالعربية: فاطمة الشقراء) (1544-1641) هي ملكة أمازيغية من منطقة الأوراس ولدت سنة 1544 بمدينة مروانة. · 